# Agrotis carolia
Agrotis carolia là một loài bướm đêm trong họ Noctuidae.